# Middelhavslandene
Middelhavslandene er en betegnelse for lande som ligger ved eller i Middelhavet. Disse lande har store ligheder i klima, geografi og historie. Selv om landene ligger i tre verdensdele (Europa, Afrika og Asien), har de længe været forenet af havet og været afgrænset fra resten af verden af ørken i syd og øst og af bjergkæder i nord.
Nutidens middelhavslande er:
- I nord: Spanien med øerne Ibiza, Mallorca og Menorca, Frankrig med øen Korsika, Monaco, Italien med øerne Sardinien og Sicilien, Slovenien, Kroatien, Bosnien-Hercegovina, Montenegro, Albanien, Grækenland med Kreta, Euboea og Rhodos, og Tyrkiet
- I øst: Østaterne Malta og Cypern, Libanon, Israel og Syrien
- I syd: Egypten, Libyen, Tunesien, Algeriet og Marokko

## Klima og geografi
Landområdet rundt om Middelhavet er præget af tørre, varme og lange somre og våde, milde vintre. Denne klimatype, som man finder flere steder i verden, kaldes gerne middelhavsklima.
Klimaet er godt til dyrkning af druer, oliven, figen, citron, appelsin, mandel og kork. Andre udbredte arter er Pinje (Pinus pinea), Sten-Eg (Quercus ilex), Kermes-Eg (Quercus coccifera) og Aleppo-Fyr (Pinus halepensis). Området var oprindeligt, dvs. før indførelsen af landbrug, dækket af udstrakte skove med de nævnte fyrre- og egearter som de dominerende træer, blandet med cypresser og palmetræer nogle steder. Senere har rovdrift gjort, at Maki og Garrigue er blevet udbredt.

## Historie
Landene omkring Middelhavet har været hjem for flere tidlige civilisationer som det gamle Egypten, fønikerne, de gamle grækere og Romerriget. Havet bandt dem sammen i krig og handel. Den første vigtige handelsrute var mellem Egypten og minoerne Kreta.
Forskellige civilisationer dominerede og spredte sig i området: Græske bystater nord for havet og fønikere i øst og syd fra 1000-tallet f.Kr., romere fra omkring 500 f.Kr., arabere fra 700-tallet og osmanner fra 1400-tallet. Alle disse kulturer har præget store dele af middelhavslandene og bidraget til disses fælles kulturarv.
Middelhavet var en vigtig færdselsåre for handel mellem Europa, Afrika og Asien. Dette ændrede sig med opdagelsesrejsernes tidsalder og udviklingen af større skibe, som kunne sejle rundt om Afrika i stedet for at gå gennem Middelhavet. Området blev dermed mindre vigtigt.

## Eksternt link
- Om tørke i middelhavslandene Arkiveret 24. maj 2006 hos  Wayback Machine

0°N 0°Ø / 0°N 0°Ø